# Sint-Annakerk (Mechelen-Bovelingen)
De Sint-Annakerk is een kerkgebouw in Mechelen-Bovelingen in de Belgische gemeente Heers in de provincie Limburg. De kerk is gesitueerd aan de westkant van het kruispunt van de wegen Darisstraat, Schoolstraat en Bovelingenstraat (N743) met aan de oostzijde van het kruispunt het ommuurde kerkhof.
De kerk is de parochiekerk van het dorp en is gewijd aan Sint-Anna.

## Opbouw
Het neogotische gebouw is opgetrokken in baksteen en bestaat uit driebeukig schip met vijf traveeën, een transept van één travee, een driezijdig gesloten koor met één travee en de toren aan de noordoostkant van de kerk in de hoek van het noordertransept en het koor. Ten zuidoosten van de kerk is de sacristie met schilddak gebouwd. De kerk is opgetrokken in baksteen en heeft een hardstenen plint. Rondom het gebouw zijn er steunberen aangebracht.
De toren is vierkant van vorm, heeft vijf geledingen die gescheiden worden door hardstenen waterlijsten en tegen de oostzijde is een ronde traptoren aangebouwd. De toren heeft verder gotische blindbogen in de vierde geleding, dubbele spitsboogvormige galmgaten aan iedere zijde in de vijfde geleding, en bekroond door een achtzijdige ingesnoerde naaldspits met flankerende hoektorentjes. De traptoren heeft een kegelvormig spitsdak.
Het schip heeft een basilicale opstand met in de middenbeuk ronde vensters. Onder de kroonlijst heeft het een spitsboogfries, in de zijbeuken spitsboogvensters, in de noordgevel een ingangsportaal in de vierde travee en een driezijdige uitbouw in de vijfde travee van de doopkapel. Verder is er een ronde traptoren, hebben de vensters van de westgevel en het transept onder en boven hardstenen waterlijsten, wordt de westelijke ingang door twee zuiltjes van hardsteen geflankeerd die een spitsboog van baksteen schragen, en wordt het schip en de zijbeuken gedekt door een zadeldak en lessenaarsdaken. Tussen het schip en de beide zijbeuken bevinden zich spitsboogarcades op ronde zuilen met knoppenkapiteel. De overwelving geschiedt met kruisribgewelven.

## Geschiedenis
Oorspronkelijk stond de oude kerk midden op het kerkhof.
In 1359 werd er melding gemaakt van de bouwvallige staat van het oude romaanse kerkgebouw. In de tweede helft van de 14e eeuw werd toren gerestaureerd.
In 1642 werd het kerkgebouw verwoest door een brand en daarna weer opgebouwd.
In 1712 werd er een nieuwe toren gebouwd.
In de jaren 1781 en 1784 vonden er herstelwerkzaamheden plaats.
In 1816 werd het koor herbouwd en de rest van de kerk volgde in 1830.
In 1910 werd de kerk op het kerkhof afgebroken en vervangen door de kerk aan de overzijde van het kruispunt naar het ontwerp van H. Martens uit Stevoort en V. Lenertz Leuven.